# Садакчи
Садакчи́ (укр. Садакчи, крымскотат. Sadaqçı, Садакъчы) — исчезнувшее село в Нижнегорском районе Республики Крым, располагавшееся на западе центральной части района, в степном Крыму, примерно у западной окраины современного села Уютное.

## История
Первое документальное упоминание села встречается в Камеральном Описании Крыма… 1784 года, судя по которому, в последний период Крымского ханства Сагырджи входил в Кучук Карасовский кадылык Карасъбазарскаго каймаканства. После присоединения Крыма к России (8) 19 апреля 1783 года, (8) 19 февраля 1784 года, именным указом Екатерины II сенату, на территории бывшего Крымского Ханства была образована Таврическая область и деревня была приписана к Перекопскому уезду. После Павловских реформ, с 1796 по 1802 год, входила в Перекопский уезд Новороссийской губернии. По новому административному делению, после создания 8 (20) октября 1802 года Таврической губернии, Садакчи был включён в состав Таганашминской волости Перекопского уезда.
Согласно Ведомости о всех селениях, в Перекопском уезде состоящих с показанием в которой волости сколько числом дворов и душ… от 21 октября 1805 года в деревне Садакче в 6 дворах проживало 27 крымских татар и 7 ясыров. На военно-топографической карте генерал-майора Мухина 1817 года деревня Садакчи обозначена с 3 дворами. После реформы волостного деления 1829 года Садакчи, согласно «Ведомости о казённых волостях Таврической губернии 1829 года», отнесли к Башкирицкой волости (переименованной из Таганашминской). Затем, видимо, вследствие эмиграции крымских татар в Турцию, деревня заметно опустела и на картах 1836 и 1842 года обозначены уже развалины деревни Садакчи, как и на карте 1865 года. В дальнейшем в доступных источниках не встречается